# 75 років Перемоги (родовище)
75 років Перемоги (родовище) – гігантське офшорне родовище, виявлене у Карському морі поблизу узбережжя півострова Ямал.
Родовище відкрили у 2019 році унаслідок спорудження самопідіймальною буровою установкою «Арктическая» свердловини Скуратовская-1, яка досягнула глибини у 2500 метрів. Під час буріння була встановлена газоносність трьох пластів у верхній частині маресалинської свити (сеноманський ярус) та двох пластів яронзької свити (альб). При випробуванні одного з пластів яронзької свити в інтервалі 1849 – 1871 метр отримали приплив газу на рівні 0,73 млн м3 на добу. В 2021-му те саме судно спорудило на Скуратовській площі пошуково-оцінювальну свердловину.
Первісно запаси родовища за російськими категоріями С1 + С2 оцінили у 202 млрд м3.
Ліцензією на родовище володіє «Газпром».